# Битка за Дебаљцево
Битка за Дебаљцево се одиграла између Украјине и проруских снага из Доњецка и Луганска 2015. године. 
Од средине јануара 2015. године током рата у регији Донбас у Украјини, снаге Доњецке Народне Републике покушале су да поврате град Дебаљцево, који је био под украјинском контролом. Град лежи на месту које практично граничи ДНР са једне стране, а ЛНР с друге стране, те представља стратешки важну тачку и витални путни и железнички чвор. Проруске снаге су започеле нападе на украјинске трупе у граду 16. и 17. јануара, што је изазвало битку код Дебаљцева. Тешке борбе су трајале до 18. фебруара 2015. године, када су украјинске снаге биле приморане да се повуку.
Град је након завршетка битке био потпуно разорен, а већина цивила је током сукоба напустила своје домове.